# Plemyria fumosa
Plemyria fumosa är en fjärilsart som beskrevs av Louis Beethoven Prout 1897. Plemyria fumosa ingår i släktet Plemyria och familjen mätare. Inga underarter finns listade i Catalogue of Life.